# Leptogium pulchellum
Leptogium pulchellum är en lavart som först beskrevs av Erik Acharius och som fick sitt nu gällande namn av William Nylander. 
Leptogium pulchellum ingår i släktet Leptogium och familjen Collemataceae.   Inga underarter finns listade i Catalogue of Life.